# تلوث بحيرة قراشاي

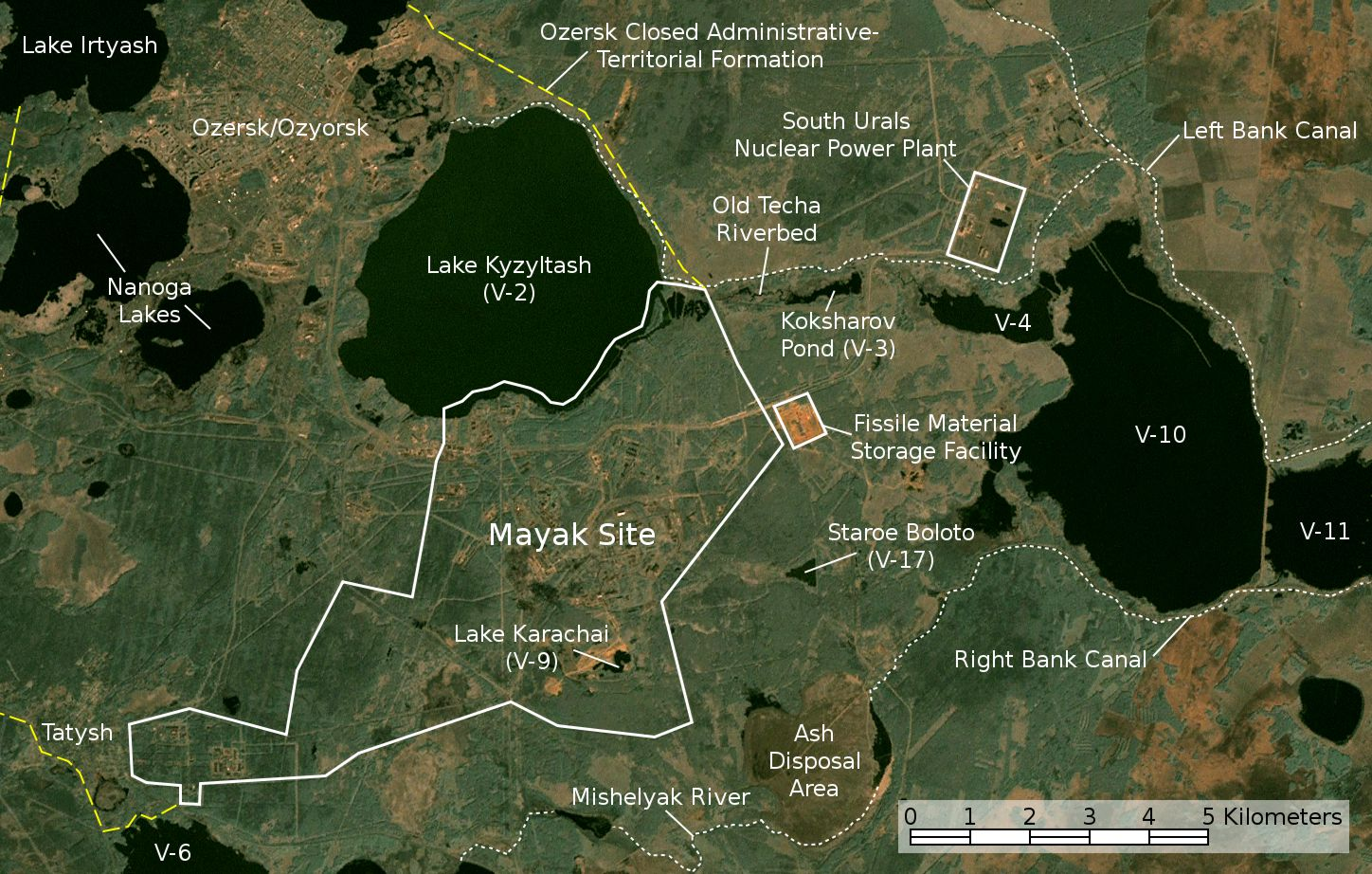
صورة من الأقمار الصناعية لبحيرة قراشاي

بحيرة قراشاي هي بحيرة تقع في جبال الأورال الجنوبية في شرق روسيا، حيث كانت مَكبًّا لمنشآت الأسلحة النووية في الاتحاد السوفيتي. وقد أثرَت عليها سلسلة من الحوادث والكوارث مما تسبب بأن تكون البحيرة والمناطق المحيطة ملوثةً للغاية بالنفايات المشعة. ووصف المعهد الاستنادي وورلد والذي يقع في واشنطن، بأن البحيرة «من أضخم البِقاع تلوثًا على الأرض».

## التأريخ
في أواخر أربعينيات القرن العشرين بُني أحد أبرز مصانع الأسلحة النووية في روسيا ماياك. وقد أبقت الحكومة مصنع ماياك سريًّا حتى عام 1990. وذلك عندما وقَّع الرئيس الروسي بوريس يلتسين مرسومًا 1992 والذي فتح له المجال، حيث كان قادرًا على الوصول لعلماء الغرب. ويُقدَّر أن الترسبات الموجودة في قاع البحيرة تتكون بالكامل من ودائع نفايات مشعة عالية المستوى، على عُمق 11 قدمًا (3.4 مترًا) تقريبًا.
وفي عام 1994، كشفَت التقارير أن 5 ملايين مترًا مكعبًا من المياه الملوثة قد هاجرت من بحيرة قراشاي، وتنتشر في الجنوب والشمال بمعدل 80 مترًا سنويًّا، والذي يُشكل تهديدًا بامتزاجها مع المياه الأخرى؛ وقد أفصح الأدباء عن رأيهم بأن: «المخاطر النظرية تطورت إلى أحداث حقيقية».
وفي نوفمبر 1994، ذكر مسؤولون من الوزارة الروسية للطاقة الذرية أن المسؤولين السوفياتي بدأت عمليتهم في أعقاب كارثة كيشتيم 1957 مما أدى إلى نقل 3 ملايين كوري من النفايات النووية ذات المستوى العالي في آبار عميقة في ثلاثة مواقع أخرى.
نهر تيكا، والذي يُوفر المياه إلى المناطق المجاورة، أصبح ملوثًا، وسقط نحو 65٪ من السكان المحليين مرضى إشعاعيًّا. أطلق الأطباء على هذا المرض مصطلح «مرض خاص» بسبب عدم السماح لهم بملاحظة الإشعاع في تشخيصهم حيث أن المنشأة كانت سريةً. وفي قرية متلن، وُجد أن 65٪ من السكان يعانون من مرض الإشعاع المزمن. وقد تأثر عمال في مصنع البلوتونيوم.